# 大连人职业足球俱乐部
大连人职业足球俱乐部（英語：Dalian Professional Football Club），是一家已解散的位于中国大连市的足球俱乐部，前身是2009年7月17日成立的大连阿尔滨足球俱乐部。2024年1月17日，降级后的球會因無法化解債務宣佈解散。

## 俱乐部历史

### 阿尔滨时期
大连阿尔滨足球俱乐部于2009年9月成立，投资方为大连阿尔滨集团。阿尔滨在满语是“有水的地方”的意思，大连阿尔滨集团起家于大连市金州区登沙河街道的阿尔滨村，取村名为集团名。由于种种原因，大连阿尔滨队组队的历程并非一帆风顺，大连本地精英球员几乎被实德、毅腾等俱乐部瓜分殆尽，著名的东北路小学也与大连实德签订了长期战略合作合同，在这种情况下，俱乐部作出决定，在现有的本地球员基础上引进郭辉、常琳、杨林、于子千等曾经在各地征战了多年职业联赛的大连籍球员以及原河北队的球员增强实力。
2010年的中乙联赛，是大连阿尔滨第一次参加职业联赛，其以11胜1平4负积34分的战绩，成为了预赛北区冠军，在决赛阶段的半决赛大连阿尔滨以两回合3-1的总比分淘汰了贵州智诚晋级冠亚军决赛获得2011年的中甲联赛资格，最终大连阿尔滨在决赛战胜天津松江，获得中乙联赛冠军。
2011年，大连阿尔滨升入中甲联赛后，保持强勢在联赛前九轮比赛中取得8胜1平的不败成绩兼不失一球。但在第10轮比赛大连阿尔滨在客场败给天津润宇隆，保持了整整九轮不失一球、不输一场的纪录也就此终结。
2011年7月，大连阿尔滨宣布已斥资1.5亿人民币在日本千叶县收购一所占地20万平方米的功能完善的学校，将在此基础上建立自己的足球培训基地以及国际训练学院。大连阿尔滨也成为中国首家在海外建立培训基地的足球俱乐部。
2011年10月，大连阿尔滨提前两轮夺得中甲联赛冠军“冲超”成功，球队在两年內从乙级联赛升级到中超联赛完成“三级跳”。
2012年3月18日，2012赛季中超联赛第2轮比赛中，大连阿尔滨队主场迎战大连实德队，上演足球城的首场德比战，最终双方以3:3战平，阿尔滨队拿到了自己中超史上的第一个积分。2012年4月14日，2012赛季中超联赛第6轮，坐镇主场金州体育场的大连阿尔滨队凭借卡纳莱斯补时点球绝杀1-0击败最后10人应战的河南建业取得了俱乐部历史上的首场中超胜利。2012年5月13日，2012赛季中超联赛第10轮，大连阿尔滨客场3:1逆转战胜青岛中能队，取得了俱乐部历史上的首场中超客场胜利。
2014年5月28日，主教练马林辞职，此时球队已陷入欠薪。
2014年11月2日，2014赛季中超联赛末轮，大连阿尔滨客场1:1战平上海申鑫队。在2014赛季取得6胜11平13负積29分，排名倒數第二（第15位），遭到降级。阿尔滨的降级也使中国足球职业联赛的历史上足球城大连第一次没有顶级联赛球队。

### 一方时期
2015年7月8日，大连一方集团同阿尔滨集团召开内部会议，确认将入主阿尔滨足球队。7月10日，双方签署相关协议，一方集团斥资4000万入主阿尔滨。大连万达集团企业文化部长，前大连实德俱乐部首任总经理石雪清将接任一方俱乐部总经理。
2016年7月5日，对大连一方足球俱乐部总经理、主教练及教练团队进行调整，由林乐丰接替石雪清任总经理一职，由米林科·潘蒂奇担任球队主教练。
2016年11月29日，大连一方足球俱乐部官方宣布由史峰赫出任大连一方足球俱乐部总经理。
2017年10月15日，大连一方以2-1的比分击败同城对手大连超越，提前两轮重返中超。
2017年12月26日，大连一方宣布马林成为球队主教练，但是任命通知的开头并非俱乐部，而是“市体育局”，有消息称在2017年11月一方集团就已经向大连市足协递交了有关球队托管的申请书，托管内容涵盖俱乐部所有球员，包括一线人员及全部梯队成员。即一方集团疑似在赛季结束后从俱乐部撤资，但是球队仍然会以“大连一方”的队名参加下赛季中超联赛。
2018赛季，重返中超的大连一方经历了大起大落。前三轮比赛中，大连一方全部告负，尤其是联赛首轮对阵上海上港，球队被打出了8-0的惨案，随后主教练马林下课。其后新任主教练舒斯特尔一度带领球队升至积分榜第9名，然而第25轮至29轮比赛，由于中国足协奇葩的“国家队集训政策”抽调多名主力球员，一定程度上导致了大连一方遭遇四连败，保级形势极为险恶。最终在最后一轮被大连球迷誉为“大连保卫战”的比赛中，大连一方以2-0击败长春亚泰，以第11名的成绩惊险保级的同时，也因为微妙的积分和胜负关系，将长春亚泰亲手送至中甲。
2019年2月11日，大连一方足球俱乐部官方宣布由崔康熙出任大连一方足球俱乐部总教练。
2019年2月14日，大连一方足球俱乐部官方宣布五位内援加盟球队，分别是赵明剑（河北华夏幸福）、秦升（上海申花）、李建滨（上海申花）、赵旭日（天津天海）和杨善平（天津天海）。值得一提的是，除了李建滨之外，其余四名球员均是大连人，这意味着此番加盟一方的他们将代表家乡球队征战2019中超联赛。

### 大连人时期
2019年5月25日，應中國足協的中国足协俱乐部名称中性化，大连一方俱乐部宣布更名大连人职业足球俱乐部，并将于2020赛季正式启用，成为所有中超球队中最早使用中性化名称的俱乐部。
2019年7月1日，大连人职业足球俱乐部官方宣布崔康熙由于个人原因，辞去总教练一职。
2019年7月2日，大连人职业足球俱乐部官方宣布由拉法埃尔·贝尼特斯出任大连人足球俱乐部总教练。
2019年7月3日，大连人职业足球俱乐部官方宣布由高堰出任大连人足球俱乐部总经理。
2020年1月1日，万达集团宣布，由于2018年一方集团停止出资后，经大连市政府、足协协调，由万达向大连一方俱乐部提供运营资金，但万达两年巨额支出却无法获得俱乐部控制权，将不再对一方俱乐部出资，并寻求自行重建职业俱乐部。
2020年1月20日，《体坛周报》报道称大连市有关部门已于1月17日向万达集团承诺解决一方俱乐部相关问题，万达将继续投资。
2020年1月21日，大连人职业足球俱乐部官方宣布正式启用新名称及队徽，新队徽酷似原大连万达足球俱乐部的队徽。
2020中国足球的职业联赛由于受到新型冠状病毒疫情的影响全部改为赛会制进行，大连成为了两个赛区之一，所以大连人也是当年唯一一支在事实上的主场征战联赛的球队。贝尼特斯在新赛季主打青春风暴，有时能给球迷带来耳目一新的观感，但却在事实上没有取得有效的联赛积分。联赛过半，大连人队排名大连赛区积分榜末尾，进入保级组双循环淘汰赛制排位赛。
2020年10月17日，保级组淘汰赛首轮，大连人以1:2负于石家庄永昌，若大连人不能在第二回合反超总比分，将目送对手直接保级成功。
2020年10月22日，保级组淘汰赛首轮次回合，大连人凭借林良铭和王耀鹏的破门2:0战胜石家庄永昌，以两回合3:2的总比分，按照当年赛制直接保级成功，赛后大连人对全体人员与场内球迷合影留念。因本赛季大连人最后在大连金州体育场逆转保级，所以本场比赛也被众多大连球迷称为新时代的《大连金州没有眼泪》
2021年4月18日，宣佈聘請何塞·冈萨雷斯擔任俱樂部主教練。
2022年1月12日，中超排名倒数第二的大连人在升降级附加赛中以总比分1-2输给中甲殿军成都蓉城，降入甲级联赛。
2022年3月12日，大连足球改革发展工作组与万达集团、一方集团、大连人职业足球俱乐部签订协议，由大连足球改革发展工作组组建管理团队接管大连人职业足球俱乐部，对俱乐部进行全权管理。之后俱乐部发布向全社会公开选聘男子一线队主教练的公告以及男子一线队球员试训的公告。
2022年3月19日，宣布聘用谢晖担任男子一线队主教练。谢晖上任后，为球队带来了之前因他酒后豪言就已走红网络的“压着打”战术，并且取得了极为成功的效果。
2022年5月27日，大连人职业足球俱乐部收到中国足协下发的关于《中国足球协会关于重庆两江竞技足球俱乐部退出中超联赛后续工作安排的通知》，正式递补2022赛季中超联赛。作为降级后递补中超、且没有外援注册的球队，首场比赛就两度领先河南嵩山龙门，最终被对手逼平。随后第二轮球队2:0战胜广州城，但因违反中国足协对年轻球员上场的要求，导致两次换人之间，场上有47秒没有符合要求的球员在场比赛，故最终被判0:3负于对手。
2022年12月31日，中超第34轮比赛，成都蓉城3:0击败大连人。比赛过程中，成都外援萨尔达尼亚踩球敬礼以嘲讽对手，裁判员王哲没有任何表示。萨尔达尼亚随后遭到了大连球员朱挺的蹬踏，朱挺被裁判员出示红牌直接罚令出场。大连人队本赛季排名第11位成功保级。
2023赛季，大连人队多名主力球员转会离队，但同时遭到了国际足联的多个转会窗口的禁令，球队在全赛季仅取得了3场胜利。尤其在中超最后一轮，大连人坐镇主场梭鱼湾足球场迎战已经捧杯的上海海港，球队取胜+南通支云失利即可实现保级。在球队2:0领先+天津津门虎2:0领先南通支云的情况下，被对手连扳两球。随后外援特索涅罚失了关键的球点球，未能再次将比分超出，武磊打入制胜进球，大连人主场2:3惨遭上海海港逆转，保级失败。赛后众多大连球迷在场内久久不愿离去，因为根据坊间传言，大连人队一旦降级即将解散。球迷们高声喊出“大连人队不能解散！”的口号，希望政府能够保全球队。之后，尽管比赛失利保级失败，但大连人队死忠球迷组织“旗战Seagulls”还是为全体大连人队球员再次唱响了以往只有胜利才会唱响的“莎啦啦”，以鼓励球员们继续向前。
2024年1月17日，大连人职业足球俱乐部通过官方微博发布公告，宣布因历史债务无法化解，俱乐部无法运营，最终未能通过2024赛季联赛准入。公告以一句“化作春泥，再汇江海”作为了俱乐部向球迷道别的最后一语。
随后，球队死忠球迷团体“旗战Seagulls”宣布即日起无限期告别看台，停止一切看台活动。第二天，球队球员、大连足球名宿朱挺就宣布退役，完成自己的诺言。
2025年，大连人职业足球俱乐部官方微博等账号被发现进行自主注销，随后作为俱乐部的死忠球迷团体“旗战Seagulls”也同样注销了官方微博账号，实现了“与球队同生共死”的诺言。

## 历任主教练
| 姓名              | 在任时间                      |
| ----------------- | ----------------------------- |
| 孙贤禄            | 2010年                        |
| 亚历山大·斯坦科夫 | 2011年                        |
| 张外龙            | 2012年                        |
| 斯塔诺耶维奇      | 2012年                        |
| 徐弘              | 2012年12月-2013年2月          |
| 李明              | 2013年2月-2013年6月（代理）   |
| 克鲁尼奇          | 2013年6月-2013年12月          |
| 马林              | 2014年1月-2014年6月           |
| 仓田安治          | 2014年6月-2015年1月           |
| 斯塔勒            | 2015年1月-2016年7月           |
| 潘蒂奇            | 2016年7月-2016年8月           |
|      | 2016年8月-2016年11月          |
| 胡安·卡罗         | 2016年11月-2017年12月25日     |
| 马林              | 2017年12月26日-2018年3月19日  |
| 贝恩德·舒斯特尔   | 2018年3月20日-2019年1月2日    |
| 崔康熙            | 2019年2月11日-2019年7月1日    |
| 拉法埃尔·贝尼特斯 | 2019年7月2日-2021年1月24日    |
| 何塞·冈萨雷斯     | 2021年4月18日- 2021年12月31日 |
| 謝暉              | 2022年3月19日- 2024年1月17日  |

## 荣誉
- 中国足球乙级联赛冠军： 2010年
- 中国足球甲级联赛冠军： 2011年、2017年

## 队徽

大连阿尔滨队徽 (2009年-2015年)
大连一方队徽 (2016年-2019年)

2020年1月21日，大连一方官方宣布新赛季将正式更名为“大连人职业足球俱乐部”，同时也发布了球队最新的队徽。队徽的改变也展现了对于历史的尊重，新队徽基本继承了上世纪90年代连万达时期的样式，主体依然为蓝色和白色，但原本的万达商标被抹除，变成了足球的图案，下方的名称也被替换成了球队最新的英文简写“DALIAN PRO”。队徽中间则有着1983的字样，代表着大连足球队正式成立的时间，正是这一年，大连组织队伍参加全国乙级联赛，并取得了最后的冠军，成功升上全国甲级联赛的同时，也开启了大连足球之后长达二十年的巅峰时期。

## 歷史球员
| - 朱晓刚 (2010-2021) - 孙铂 (2010-) - 周通 (2010-2014) - 宋黎辉 (2010) - 于洋 (2010) - 常琳 (2010-2012) - 杨林 (2010-2012) - 于子千 (2010-2012)(2015-2020) - 胡兆军 (2011-2012) | - 科迪夫 (2011) - 金尼·伍德利 (2011) - 莫雷拉 (2011) - 查拉 (2011) - 卡贝萨斯 (2011) - 米莱 (2012) - 卡纳莱斯 (2012) - 李·阿迪 (2012) - 皮特·乌塔卡 (2012-2013) | - 法比奥·罗申巴克 (2012-2013) - 穆伦 (2012-2013) - (2012-2013) - 于汉超 (2012-2014) - 于大宝 (2012-2014) - 陈涛 (2012-2016) - 艾迪 (2012-2016) - 赵学斌 (2012-) - 李学鹏 (2013-2014) - 陈涛 (2013-2015) | - 纪尧姆·瓦罗 (2013) - 巴哈 (2013) - 巴克曼 (2014-2015) - 布鲁诺 (2014-2015) - 穆谢奎 (2016-2019) - 汪晋贤 (2014-2021) - 吕鹏 (2013-2015)（2022-） - 朱挺 (2015-2021)（2022-） - 王万鹏 (2015-2018) - 周挺 (2017-2020) - 卡拉斯科 (2018-2021) - 丰特 (2018) - 尼古拉斯·盖坦 (2018-2019) - 哈姆西克 (2019-2021) - 沙洛文·朗顿 (2019-2021) - 于振 (2014-2021) |